# Sophia Yablonska
Sophia Yablonska (ukrainisch Софія Яблонська-Уден Sofija Jablonska-Uden; geboren 15. Mai 1907 in Hermaniw, Bezirk Lemberg, Österreich-Ungarn; gestorben 4. Februar 1971 in Noirmoutier-en-l’Île) war eine ukrainische Schriftstellerin und Fotografin.

## Leben
Sophia Yablonska war die Tochter eines griechisch-katholischen Priesters. Bei Ausbruch des Ersten Weltkriegs floh ihre Familie nach Taganrog im Russischen Kaiserreich. Dort besuchte sie ein Gymnasium. Vom Kommunismus desillusioniert kehrte die Familie 1921 in das nunmehr polnische Galizien zurück. Dort besuchte sie in Lemberg, das polnisch Lwów heißt, eine polnischsprachige Lehrerbildungsanstalt und einen Theaterkurs. Auch die einjährige Ausbildung an der Handelsakademie in Lemberg fand auf Polnisch statt. Anschließend jobbte sie in einem Kino, das ihr Bruder in Ternopil führte. 1927 ging sie nach Paris, um die Techniken des Dokumentarfilms zu erlernen.
In Paris versuchte sie sich als Schauspielerin und lebte unter den Bohemiens. Der mit ihr befreundete Stepan Lewynskyj (Степан Іванович Левинський; 1897–1946) bestärkte sie darin zu reisen. Anfang 1929 fuhr sie für drei Monate nach Marokko, machte einige Fotoaufnahmen und führte ein Reisetagebuch. Im Auftrag eines französischen Unternehmens fuhr sie 1931 rund um die Welt in die französischen Kolonien, machte Fotos und drehte Filme mit einer Handkamera. Sie heiratete den Franzosen Jean Oudin. Aus der Ehe gingen drei Kinder hervor. Sie lebten 15 Jahre in China.
Ihre Reportagen und Fotos wurden in ukrainischen Zeitschriften veröffentlicht, auch ihre Bücher schrieb sie auf Ukrainisch, sie erschienen in Polen und wurden in Westeuropa nicht wahrgenommen. In den 1950er Jahren arbeitete sie als Architektin in Paris und auf der Île de Noirmoutier. Yablonska wurde Opfer eines Verkehrsunfalls.
Ihre Bücher wurden postum ins Französische übersetzt.

## Werke (Auswahl)
- L’année ensorcelée: Nouvelles. Übersetzung Marta Kalytovska. 1972
- Le charme du Maroc. Übersetzung Marta Kalytovska. 1973 (zuerst ukrainisch. Lemberg, 1932)
- Der Charme von Marokko. Travelogue. Aus dem Ukrainischen von Claudia Dathe; mit einem Nachwort von Olena Haleta ; hrsg. von Roksolana Sviato, Köln : Kupido Literaturverlag, 2020, ISBN 978-3-96675-010-3
- China, das Land von Reis und Opium, aus dem Ukrainischen von Claudia Dathe; mit einem vorangestellten Essay von Juri Andruchowytsch und mit einem Nachwort von Olena Haleta; hrsg. von Roksolana Sviato, Köln: Kupido Literaturverlag, 2023, ISBN 978-3-96675-012-7
- Les horizons lointains. Übersetzung Marta Kalytovska. 1977 (zuerst ukrainisch 1939)
- Mon enfance en Ukraine: Souvenirs sur mon père. Übersetzung Marta Kalytovska. 1981
- Au pays du riz et de l'opium. Übersetzung Marta Kalytovska. 1986 (zuerst ukrainisch. Lemberg : Dila, 1936)
- Reise um die Welt. Ukrainisch. Lemberg : Dila, 1939